# Экстр
Экстр (англ. The Wild) —  роман Дэвида Зинделла, американского писателя-фантаста, третий роман тетралогии «Реквием по Homo Sapiens». Опубликован в 1995 году. Переведён на русский язык в 2003 году.
В данной части Данло продолжает путешествовать по Галактике с двойной задачей - во-первых найти планету, где находится дом ортодоксального крыла Архитекторов Универсальной Кибернетической Церкви и уговорить их остановить программу постоянного увеличения численности населения, которая приводит к непрерывному разрушению звёзд для добычи энергии (что и порождает Экстр). Второй целью является нахождение лекарства против искусственно разработанной инфекции, которая убила племя Деваки и способно уничтожить остальные племена алалоев на планете Ледопад, где располагается Невернесс. Подобно своему отцу, Данло отправляется к Тверди и взаимодействует с ней. Основываясь на её информации, он находит остатки великого кибернетического бога Эде. С его помощью Данло находит сначала планету "еретиков" учения архитекторов, а затем, слившись с разумом её обитателей и Таннахил, родину самих архитекторов. Он выдерживает ряд испытаний, вызвав в итоге кровавый раскол между их фракциями, сопровождающийся сильной войной. Потерпевшее поражение меньшинство с оружием - звездоубийцей направляется на планету Ледопад.